# نئورگولین ۱
نئورگولین ۱ (انگلیسی: Neuregulin 1) یا به‌اختصار «NRG1»، یک پروتئین اتصال سلولی (در سطح آن) است که در انسان توسط ژن «NRG1» کد می‌شود. نئورگولین ۱ یکی از چهار پروتئین خانوادهٔ «نئو رِگولین‌ها» ست که بر گیرنده فاکتور رشد اپیدرمی عمل می‌کند.
نئورگولین ۱ به صورت ایزوفرم‌های گوناگونی در اثر «پیرایش جایگزین» (Alternative splicing) ترشح می‌شود و این قابلیت را به این مولکول می‌دهد که عملکردهای متفاوتی داشته باشد.
نئورگولین ۱ برای رشد و تکامل بافت سیستم عصبی و قلب ضروری است. نئورگولین در میلین‌سازی دستگاه عصبی مرکزی (CNS) دخیل است. همچنین شواهد قابل استنادی وجود دارد که نشان می‌دهد نئورگولین ۱ در بلوغ، زنده‌ماندن و تحرک سلول‌های شوان نقش کلیدی دارد. این پروتئین در ضمن یک فاکتور رشد قلبی است که از لایه درون رگی ترشح می‌شود و برای تکامل، حفظ ساختاری و عملکرد صحیحِ سلول‌های قلب ضروری است و شاید به‌همین دلیل، «نئورگولین ۱ نوترکیب انسانی» (rhNRG-1) به‌طور بالقوه در درمان نارسایی قلب مؤثر خواهد بود. سیگنال‌های منتشره ناشی از فعل‌وانفعالات مابین نئورگولین ۱ و ErbB اثرات محافظی علیه آپوپتوز سلول‌های قلبی (میوسیت‌ها) دارد. همچنین پژوهش‌های اخیر نشان می‌دهد که نئورگولین ۱ بازسازی سلول‌های قلبی را متعاقب سکته و از طریق هایپرپلازی ارتقا داده و از هایپرتروفی نواحی اطراف سکته، جلوگیری می‌کند.
شواهدی وجود دارد که نشان می‌دهد ژن نئورگولین ۱ (NRG1)، یک ژن سرکوب‌گر تومور است.
فعل‌وانفعالات مابین نئورگولین ۱ و ERBB4 احتمالاً در مکانیسم بیماری‌زایی اسکیزوفرنی نقش دارد. همچنین به‌نظر می‌رسد که این ملکولِ پروتئینی در بروز رفتارهای شبه‌اضطرابی اهمیت داشته باشد.

## بیشتر بخوانید
- Birchmeier C, Nave KA (Sep 2008). "(Review) Neuregulin-1, a key axonal signal that drives Schwann cell growth and differentiation". Glia. 56 (14): 1491–1497. doi:10.1002/glia.20753. PMID 18803318.
- Lupu R, Lippman ME (1994). "William L. McGuire Memorial Symposium. The role of erbB2 signal transduction pathways in human breast cancer". Breast Cancer Res. Treat. 27 (1–2): 83–93. doi:10.1007/BF00683195. PMID 7903175.
- Corfas G, Roy K, Buxbaum JD (2004). "Neuregulin 1-erbB signaling and the molecular/cellular basis of schizophrenia". Nat. Neurosci. 7 (6): 575–80. doi:10.1038/nn1258. PMID 15162166.
- Harrison PJ, Law AJ (2006). "Neuregulin 1 and schizophrenia: genetics, gene expression, and neurobiology". Biol. Psychiatry. 60 (2): 132–40. doi:10.1016/j.biopsych.2005.11.002. PMID 16442083.
- Munafò MR, Thiselton DL, Clark TG, Flint J (2006). "Association of the NRG1 gene and schizophrenia: a meta-analysis". Mol. Psychiatry. 11 (6): 539–46. doi:10.1038/sj.mp.4001817. PMID 16520822.